# Arany János utca
Arany János utca - stacja budapeszteńskiego metra znajdująca się w ciągu niebieskiej linii podziemnej kolejki. Posiada jeden - centralnie ulokowany - peron. W pobliżu stacji (około 300 metrów w kierunku południowym) znajduje się monumentalna Bazylika św. Stefana.